# 1959 au Nouveau-Brunswick
Chronologie du Nouveau-Brunswick
- 1955
- 1956
- 1957
- 1958
- 1959
- 1960
- 1961
- 1962
- 1963

Cette page concerne les événements survenus en 1959 dans la province canadienne du Nouveau-Brunswick.

## Événements
- Ouverture de l'école des pêches du Nouveau-Brunswick à Caraquet.
- Nuit du 19 au 20 juin : désastre d'Escuminac.
- 21 décembre : CBAFT-DT, le canal 11 de Moncton, entre en ondes à la télévision de Radio-Canada. Il est le premier, et le seul, canal télévisé régional francophone dans les provinces atlantiques.

## Naissances
- 8 mars : Florian Levesque, journaliste, auteur et conteur.
- 29 octobre : Daniel Dugas, artiste
- 19 novembre : Charles Bourgeois, joueur de hockey sur glace.
- 2 décembre : David Alward, premier ministre du Nouveau-Brunswick.